# Jorge Adrián Espíndola
Jorge Adrián Espíndola, (Ciudad de México, México; 23 de marzo de 1988) es un actor mexicano de cine y televisión.

## Datos relevantes
Jorge Adrián Espíndola nace en la Ciudad de México el 23 de marzo de 1988, cuando termina la educación primaria su madre lo inscribe en un curso de actuación con la actriz Patricia Reyes Spíndola, a pesar de que Jorge; en un principio no mostraba interés en la carrera, su estancia en la academia se alargo por 8 años. A los 12 años actúa en la obra de teatro Los perdedores al lado de Daniel Giménez Cacho  y a los 15 tiene su primer contacto con el cine, al participar en el cortometraje Zona Cero (2003), con su siguiente proyecto –David- (2005) se hace acreedor al premio por mejor interpretación masculina en el festival de Huesca, España.
Después de David, su carrera cinematográfica ha ido en ascenso, participando en cintas importantes como The Three Burials of Melquiades Estrada (2005) de Tommy Lee Jones, estrenada con buena crítica en el prestigioso festival de Cannes, Sangre de mi sangre (2007), junto a Jesús Ochoa y Armando Hernández,  película que logra el premio del jurado en el festival de Sundance, Nesio (2008), del cineasta Alan Coton, que participó en diversos festivales internacionales y ganó algunos premios en México, Todos hemos pecado (2009), Buenas intenciones (2009), cortometraje por el que gana otro premio, Días de gracia (2011) cinta ganadora de 8 premios Ariel, Cristiada (2012), en la que trabajan figuras internacionales como Eva Longoria, Peter O'Toole y Andy García, La cebra (2012), Ladies Night y Tercera llamada (2013). 
En 2012 Jorge Adrián participa en la serie televisiva colombo-mexicana La ruta blanca, en donde interpretó a uno de los personajes principales.

## Reconocimientos

### Premio Fundación AISGE 33.ª Edición Huesca film festival
| Año  | Categoría                | Película | Resultado |
| ---- | ------------------------ | -------- | --------- |
| 2005 | Interpretación masculina | David    | Ganador   |

### XV Festival de Cine Internacional Ourense 2010
| Año  | Categoría                | Película           | Resultado |
| ---- | ------------------------ | ------------------ | --------- |
| 2010 | Interpretación masculina | Buenas intenciones | Ganador   |

## Filmografía

### Cortometrajes
- Zona Cero (2003)
- David (2005)
- Pizzas (2005)
- Buenas intenciones  (2009)
- Una cama para Valentina (2011)
- Ratitas (2012)
- Vendedor de biblias (2012)
- ¿Quién dijo que era malo llorar? (2014)

### Largometrajes
- Los tres entierros de Melquiades Estrada (2005)
- Padre nuestro (Sangre de mi sangre) (2007)
- Nesio (2008)
- Todos hemos pecado (2008)
- Flor de fango (2011)
- Días de gracia (2011)
- Cristiada (2012)
- La cebra (2012)
- Tercera llamada (2013)
- Ladies Night (2013)

### Televisión
- Vale todo  (2002) Telemundo/Red Globo
- La ruta blanca  (2012) Cadenatres